# Melanoplus gordonae
Melanoplus gordonae är en insektsart som beskrevs av Joyce Winifred Vickery 1969. Melanoplus gordonae ingår i släktet Melanoplus och familjen gräshoppor. Inga underarter finns listade i Catalogue of Life.